# Missi Pyle
Andrea Kay Pyle, detta Missi (Houston, 16 novembre 1972), è un'attrice statunitense.

## Biografia
Andrea Kay Pyle, meglio conosciuta con il suo nome d'arte Missi Pyle, è la figlia di Frank e Linda Pyle e sorella maggiore di Frank Pyle. Sin da piccola capì che la sua grande passione erano cinema e teatro, così nel 1995, a 23 anni, si laureò in cinematografia alla North Carolyna School of Arts. Il suo lancio al cinema però non fu immediato, infatti iniziò a fare un provino dopo l'altro senza mai essere scelta. Il suo debutto avvenne nel piccolo schermo nel 1999, nella serie americana prodotta dalla NBC Mad About You, in onda sul canale dal 1992, dove interpretò il ruolo di una bellissima donna nell'ultimo episodio della serie che ottenne ascolti altissimi.
Nello stesso anno partecipò ad altre due serie, tra cui la famosissima sitcom americana Friends, partecipando però a soli due episodi. Sempre nel 1999 avvenne il suo debutto al cinema, in un ruolo secondario nel film Galaxy Quest, parodia demenziale di Star Trek con un cast sorprendente formato da attori quali Tim Allen, Alan Rickman e Sigourney Weaver, ma questo non servirà a lanciarla poiché la giovane attrice dovette continuare a partecipare a tantissimi provini, senza mai essere scelta, tanto che nel 2000 non apparve in nessun film o serie TV.
La sua grande occasione avvenne nel 2001 quando venne scelta per il quarto capitolo di Mamma, ho perso l'aereo, intitolato Mamma, ho allagato la casa, che, sebbene non ebbe molto successo, le servì come trampolino di lancio verso le grandi produzioni hollywoodiane. Sebbene abbia sempre recitato in ruoli minori, gli anni seguenti iniziò a partecipare a film di successo quali Un ciclone in casa con Steve Martin e Queen Latifah, 50 volte il primo bacio a fianco di Adam Sandler e Drew Barrymore, Palle al balzo - Dodgeball assieme a Vince Vaughn e Ben Stiller, il burtoniano La fabbrica di cioccolato insieme a Johnny Depp ed il film per ragazzi Stormbreaker, tratto dalla serie di romanzi di Anthony Horowitz. È anche apparsa nel passare degli anni in svariate serie di successo, tra cui Heroes, Grey's Anatomy, Numb3rs.

## Vita privata
È stata sposata due volte: prima con l'autore Antonio Sacre dal 2000 al 2005 e poi con il conduttore televisivo Casey Anderson dal 2008 al 2012.
Ha poi partecipato ad una cerimonia di matrimonio finta, sposando la sua ex compagna di band Shawnee Smith presso l'All Love is Equal Launch Party ad Hollywood il 18 novembre 2009. Le due attrici lo hanno fatto a sostegno dell'abrogazione della legge Prop 8, che in California vieta il matrimonio fra persone dello stesso sesso. L'attore Hal Sparks, vestito da sacerdote, ha celebrato la cerimonia utilizzando degli hula hoop color arcobaleno come fedi nuziali.

## Filmografia

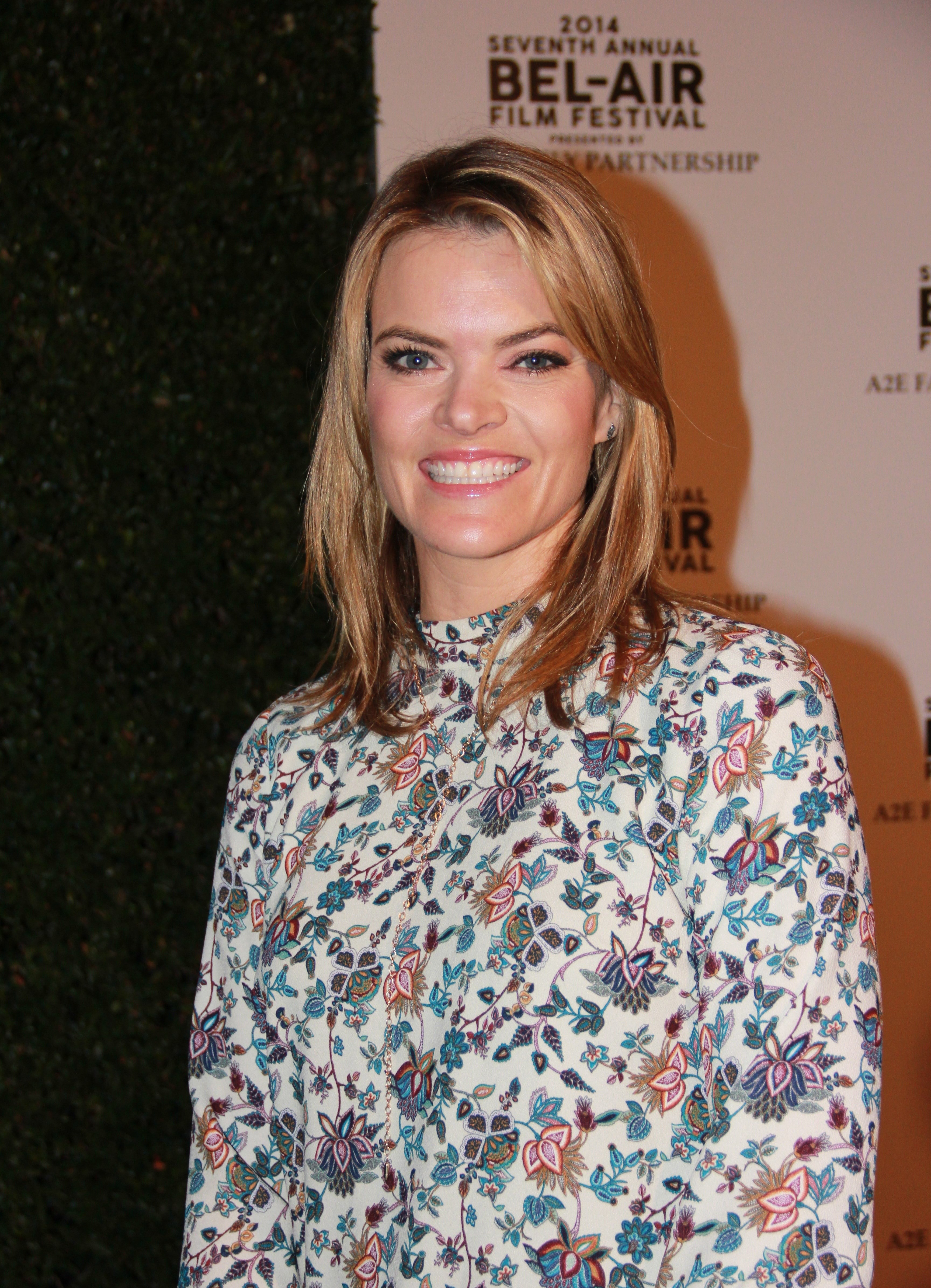
Missi Pyle al Bel Air Film Festival 2014

### Cinema
- Qualcosa è cambiato (As Good as It Gets), regia di James L. Brooks (1997)
- Trick, regia di Jim Fall (1999)
- Snow Days, regia di Adam Marcus (1999)
- Galaxy Quest, regia di Dean Parisot (1999)
- Josie and the Pussycats, regia di Harry Elfont (2001)
- Un ciclone in casa (Bringing Down the House), regia di Adam Shankman (2003)
- Big Fish - Le storie di una vita incredibile (Big Fish), regia di Tim Burton (2003)
- ...e alla fine arriva Polly (Along Came Polly), regia di John Hamburg (2004)
- 50 volte il primo bacio (50 First Dates), regia di Peter Segal (2004)
- Soul Plane - Pazzi in aeroplano (Soul Plane), regia di Jessy Terrero (2004)
- Palle al balzo - Dodgeball (DodgeBall: A True Underdog Story), regia di Rawson Marshall Thurber (2004)
- Anchorman - La leggenda di Ron Burgundy (Anchorman: The Legend of Ron Burgundy), regia di Adam McKay (2004)
- The Civilization of Maxwell Bright, regia di David Beaird (2005)
- La fabbrica di cioccolato (Charlie and the Chocolate Factory), regia di Tim Burton (2005)
- Baciati dalla sfortuna (Just My Luck), regia di Donald Petrie (2006)
- Alex Rider: Stormbreaker (Stormbreaker), regia di Geoffrey Sax (2006):Nadia
- Mojave Phone Booth, regia di John Putch (2006)
- Feast of Love, regia di Robert Benton (2007)
- Entry Level, regia di Douglas Horn (2007)
- Live! - Ascolti record al primo colpo (Live!), regia di Bill Guttentag (2007)
- Meet Market, regia di Charlie Loventhal (2008)
- Harold & Kumar - Due amici in fuga (Harold & Kumar Escape from Guantanamo Bay), regia di Jon Hurwitz e Hayden Schlossberg (2008)
- Visioneers, regia di Jared Drake (2008)
- Spring Breakdown, regia di Ryan Shiraki (2009)
- Taking Chances - Due cuori e un casinò (Taking Chances), regia di Talmage Cooley (2009)
- Barry Munday - Papà all'improvviso (Barry Munday), regia di Chris D'Arienzo (2010)
- The Artist, regia di Michel Hazanavicius (2011)
- A Cinderella Story: Once Upon a Song, regia di Damon Santostefano (2011)
- Percy Jackson e gli dei dell'Olimpo - Il mare dei mostri (Percy Jackson: Sea of Monsters), regia di Thor Freudenthal (2013)
- Kiss Me, regia di Jeff Probst (2014)
- Ghost Movie 2 - Questa volta è guerra (A Haunted House 2), regia di Michael Tiddes (2014)
- L'amore bugiardo - Gone Girl (Gone Girl), regia di David Fincher (2014)
- Captain Fantastic, regia di Matt Ross (2016)
- Internet Famous, regia di Michael J. Gallagher (2016)
- Deidra e Laney rapinano un treno, regia di  Sydney Freeland (2017)
- Jumanji - Benvenuti nella giungla (Jumanji: Welcome to the Jungle), regia di Jake Kasdan (2017)
- Traffik - In trappola (Traffik), regia di Deon Taylor (2018)
- Ma, regia di Tate Taylor (2019)
- Walk. Ride. Rodeo., regia di Conor Allyn (2019)

### Televisione
- Innamorati pazzi (Mad About You) – serie TV, episodi 7x21-7x22 (1999)
- The Drew Carey Show – serie TV, episodio 5x04 (1999)
- Friends – serie TV, episodio 6x08 (1999)
- Ally McBeal – serie TV, episodio 4x13 (2001)
- Roswell – serie TV, episodio 3x05 (2001)
- Mamma, ho allagato la casa (Home Alone 4: Taking Back the House), regia di Rod Daniel – film TV (2002)
- Frasier – serie TV, episodio 11x07 (2003)
- Due uomini e mezzo (Two and a Half Men) – serie TV, 4 episodi (2004-2015)
- My Name Is Earl – serie TV, episodio 1x06 (2005)
- Boston Legal – serie TV, episodi 3x08-3x09-4x19 (2006-2008)
- Heroes – serie TV, episodi 1x15-1x16 (2007)
- The Wedding Bells – serie TV, 4 episodi (2007)
- Traveling in Packs, regia di James Burrows – film TV (2007)
- In Plain Sight - Protezione testimoni (In Plain Sight) – serie TV, episodio 1x03 (2008)
- Pushing Daisies – serie TV, episodio 2x01 (2008)
- Numb3rs – serie TV, episodio 6x08 (2009)
- Funny in Farsi – serie TV, episodio 1x01 (2010)
- Grey's Anatomy - serie TV, episodio 6x15 (2010)
- Rizzoli & Isles – serie TV, episodio 1x06 (2010)
- The Mentalist – serie TV, episodi 3x04-4x07 (2010-2011)
- $h*! My Dad Says – serie TV, episodi 1x07-1x16 (2010-2011)
- Up All Night – serie TV, episodio 1x05 (2011)
- Non fidarti della str**** dell'interno 23 (Don't Trust the B---- in Apartment 23) – serie TV, episodio 2x05 (2012)
- Newsreaders – serie TV, episodio 1x01 (2013)
- 1600 Penn – serie TV, episodio 1x05 (2013)
- 2 Broke Girls – serie TV, episodio 2x18 (2013)
- Warehouse 13 – serie TV, episodio 4x13 (2013)
- Inside Amy Schumer – serie TV, 4 episodi (2013-2016)
- The Exes – serie TV, episodi 3x03-3x05-3x14 (2013-2014)
- Cleaners – serie TV, 18 episodi (2013-2014)
- The Mindy Project – serie TV, episodio 2x09 (2013)
- The Crazy Ones – serie TV, episodio 1x15 (2014)
- Jennifer Falls – serie TV, 10 episodi (2014)
- Partners – serie TV, episodio 1x02 (2014)
- Hot in Cleveland – serie TV, episodi 6x11-6x12 (2015)
- Law & Order - Unità vittime speciali (Law & Order: Special Victims Unit) – serie TV, episodio 16x19 (2015)
- Another Period – serie TV, 11 episodi (2015-2018)
- Z Nation – serie TV, episodio 2x09 (2015)
- Lady Dynamite – serie TV, episodio 1x08 (2016)
- The Soul Man – serie TV, 11 episodi (2016)
- Major Crimes – serie TV, episodio 5x08 (2016)
- Notorious – serie TV, episodio 1x06 (2016)
- The Catch – serie TV, episodio 2x05 (2017)
- Mom – serie TV, 5 episodi (2017)
- Disjointed – serie TV, episodi 1x09-1x12 (2017-2018)
- One Mississippi – serie TV, episodio 2x04 (2017)
- The Goldbergs – serie TV, episodio 5x14 (2018)
- Impulse – serie TV, 20 episodi (2018-2019)
- Y - L'ultimo uomo (Y: The Last Man) – serie TV, 5 episodi (2021)
- The Big Leap - Un'altra opportunità (The Big Leap) – serie TV, episodi 1x06-1x10 (2021)
- Unseen, regia di Yoko Okumura – film TV (2023)
- Guida turistica per innamorarsi (A Tourist's Guide to Love), regia di Steven K. Tsuchida – film TV (2023)
- Shelter – serie TV, episodi 1x02-1x03-1x04 (2023)

### Videoclip
- Run dei Foo Fighters (2017)

## Riconoscimenti
- MTV Movie Awards
  - 2004 – Candidatura per il miglior combattimento (condiviso con Queen Latifah) per Un ciclone in casa

## Doppiatrici italiane
Nelle versioni in italiano delle opere in cui ha recitato, Missi Pyle è stata doppiata da:
- Stella Musy in Un ciclone in casa, ...e alla fine arriva Polly
- Eleonora De Angelis in 50 volte il primo bacio, Ghost Movie 2 - Questa volta è guerra
- Isabella Pasanisi in Big Fish - Le storie di una vita incredibile, The Mentalist
- Alessandra Korompay in Due uomini e mezzo (ep.2x03, 9x01, 12x15), Law & Order - Unità vittime speciali
- Francesca Guadagno ne La fabbrica di cioccolato, Jumanji - Benvenuti nella giungla
- Tiziana Avarista in Alex Rider: Stormbreaker, Feast of Love
- Claudia Pittelli in Josie and the Pussycats
- Francesca Fiorentini in Mamma, ho allagato la casa
- Laura Boccanera in Boston Legal
- Gilberta Crispino in Due uomini e mezzo (ep. 7x21)
- Laura Latini in My Name is Earl
- Selvaggia Quattrini in Heroes
- Perla Liberatori in Rizzoli & Isles
- Laura Lenghi in Grey's Anatomy
- Franca D'Amato in Live! - Ascolti record al primo colpo
- Roberta Pellini in A Cinderella Story: Once Upon a Song
- Paola Giannetti in Percy Jackson e gli dei dell'Olimpo - Il mare dei mostri
- Barbara Castracane in 2 Broke Girls
- Roberta Greganti in L'amore bugiardo - Gone Girl
- Laura Romano in Captain Fantastic
- Laura Facchin in The Catch
- Ilaria Giorgino in Disjointed
- Sabine Cerullo in Ma
- Nunzia Di Somma in One Mississippi
- Claudia Catani in The Big Leap - Un'altra opportunità
- Giò Giò Rapattoni in Guida turistica per innamorarsi
- Valentina Mari in Shelter